# Здание Черниговской электростанции
Здание Черниговской электростанции — памятник архитектуры и памятник истории местного значения в Чернигове. В настоящее время в здании размещается «Черниговоблэнерго».

## История
Решением исполкома Черниговского областного совета народных депутатов от 26.03.1984 № 118 дому был присвоен статус памятник архитектуры местного значения с охранным № 9-Чг. Здание расположено в охранной зоне, согласно правилам застройки и использования территории.
Распоряжением представителя Президента Украины в Черниговской области от 01.02.1994 № 29 присвоен статус памятник истории местного значения с охранным № 3259 под названием Здание Черниговской электростанции (1927—1929) — первенец энергетики города.
Здание имеет собственную «территорию памятника», расположено в «комплексной охранной зоне» (включает большую часть квартала улиц Василия Стуса, Мстиславской, Гончей — Дом, где жил В. М. Конашевич и другие дома), согласно правилам застройки и использования территории. На здании установлена информационная доска.

## Описание
7 ноября 1927 года на митинге рабочих города была заложена электростанция. Здание было построено в 1927—1929 годах по проекту архитектора В. Конопатский, согласно государственному плану электрификации Советской России.
Каменный, Г-образный в плане дом, который состоит из машинного зала и 3-этажного административного корпуса. Является примером архитектуры конструктивизма 1920—1930-х годов.
Во время Великой Отечественной войны: в августе 1941 года здание было сожжено немецко-фашистской авиацией. Восстановлено в послевоенные годы. После пожара, в 1965—1967 годах здание было отстроено коллективом предприятия Черниговских электросетей РЭУ «Киевэнерго» хозяйственным методом по проекту ПКБ РЭУ «Киевэнерго». Реконструкция здания была приурочена к 50-летию Октябрьской революции. В настоящее время в здании размещается компания-поставщик электроэнергии «Черниговоблэнерго».